# گرولند (ماساچوست)
گرولند(به انگلیسی: Groveland) شهرکی در شهرستان اسکس ایالت ماساچوست می‌باشد که در سال ۱۸۵۰ بنیان‌گذاری شده‌است. این شهرک در سرشماری سال ۲۰۱۰ میلادی، ۶٬۴۵۹ نفر جمعیت داشته‌است.